# 施塔特布雷迪穆斯
施塔特布雷迪穆斯（德语、法语：Stadtbredimus），又译斯塔特布雷迪米斯，是卢森堡东南部的一个市镇和小镇，属于雷米希县。 
镇中心的施塔特布雷迪穆斯城堡的历史可以追溯到13世纪，当时一座坚固的城堡建在这里，而今天的城堡是于1724年在旧堡垒的废墟上所建的。卢森堡民族诗人埃德蒙·德拉方丹（Edmond de la Fontaine），更以其笔名Dicks为人熟知，于1858年至1881年间在此生活。